# Víctor Vargas
Víctor Vargas Irausquín (Barinas, 28 de marzo de 1952) es un empresario venezolano, fue propietario del holding venezolano Grupo Financiero BOD, cuya institución insignia fue el Banco Occidental de Descuento (BOD) (disuelto en 2022), que llegó a ser el sexto banco de Venezuela, y la cuarta entidad financiera privada, según el ranking de SUDEBAN para 2022. El mismo fue comprado por Banco Nacional de Crédito en junio de 2022.

## Carrera profesional
Inició su carrera profesional como abogado en la década de los 70 e incursionó posteriormente en el sector financiero, con la creación del Banco Barinas en 1982, el cual posteriormente vendió al Banco Latino.
Entre 1989 y 1992 emprendió diversos proyectos empresariales, entre ellos FACORCA (Fábrica de Carrocerías Cordillera), Alfa 2000 Gerencia Inmobiliaria y Grupo Asesor Inmobiliario GAINCA, en el sector inmobiliario; y Aficheras Nacionales (STYLE), en el mercado de la publicidad exterior.
En 1991 creó la compañía Cartera de Inversiones Venezolanas (CIV), a través de la cual adquirió el Banco Occidental de Descuento (B.O.D.) en 1994.
En el año 2002 se opuso a la huelga general de trabajadores y empresarios de donde nace la amistad con Hugo Chávez que le permitiría recibir la mayoría de contratos petroleros del gobierno, convirtiéndolo en uno de los empresarios más adinerados en Venezuela.
En el año 2006, CIV adquirió Corp Banca, institución financiera venezolana dirigida, hasta entonces, por el grupo chileno Corp Group. La operación de fusión se hizo efectiva definitivamente en 2013.
En 2008, el B.O.D. inició el proceso de adquisición de Banco de Venezuela, filial de Banco Santander en Venezuela, proceso que fue frenado tras el anuncio de nacionalización del Banco de Venezuela por parte del Gobierno de Hugo Chávez. Vargas perdió la inicial de 150 millones de dólares que había entregado para iniciar las negociaciones.
En febrero de 2015 se constituye el Grupo Financiero B.O.D. conformado por las siguientes entidades financieras: B.O.D. (Venezuela), Allbank (Panamá), Bancamérica (Rep. Dominicana). Además integran el grupo otras 12 compañías: B.O.D. Valores Casa de Bolsa, Corp Casa de Bolsa, Plus Capital Markets, Plus Capital Markets, B.O.D. Fondos Mutuales, La Occidental, Global Care, Salud Care, Planinsa, Pymefactoring RD y National Leasing. Posteriormente conforman el BOI Bank en Antigua y Barbuda, el Banco del Orinoco N.V. en Curazao (liquidada en 2021).
Paralelamente a su actividad empresarial, Víctor Vargas a través de la Fundación B.O.D. apoyó diferentes acciones de responsabilidad social corporativa, dentro de la cual se engloban proyectos empresariales, culturales y educativos. Dentro de la Fundación BOD se encuadra el trabajo del Centro de Emprendedores B.O.D., a través del cual en los últimos 12 años, se han destinado 20 millones al apoyo del emprendimiento en Venezuela.
En el área de la cultura y las artes, el Centro Cultural B.O.D., que en 2015 cumplió su 25 aniversario, alberga exposiciones, actos y manifestaciones de las diferentes manifestaciones artísticas y culturales, tanto venezolanas como internacionales.
Se dice que Víctor Vargas, fue el banquero consentido del chavismo, primero por Hugo Chávez y después por Nicolás Maduro y suegro de Luis Alfonso de Borbón.  En febrero de 2015 salió a la luz el escándalo de la lista Falciani,  Univision reveló que el empresario Víctor Vargas es uno de los  1.138 venezolanos que han tenido cuentas en el HSBC. Los documentos obtenidos por Univision muestran que, entre 2006 y 2007, el banquero, sus empresas y sus socios depositaron 132 millones de dólares. En 2002 cuando el paro petrolero, el Gobierno de Hugo Chávez le otorgó la mayoría de los contratos petroleros convirtiéndose en uno de los hombres más adinerados de Venezuela.

## Polo
Víctor Vargas es uno de los principales patronos del Polo, propietario del equipo Lechuza Caracas, presente en el circuito mundial de clubes. Entre su palmarés se encuentran la Whitney Cup en 2002 y 2007 y la Copa de Oro del Torneo Internacional de Sotogrande en 2013.
El 19 de abril de 2009, 21 caballos del equipo "Lechuza Caracas" murieron envenenados en el "International Polo Club" de Palm Beach (Florida, Estados Unidos). Aunque nunca se encontraron culpables de la tragedia "sobrevolaban las conjeturas sobre si todo no había sido un sabotaje a Vargas por causas políticas". El banquero minimizó el hecho de que fuese un ataque personal y terminó cobrando la indemnización por la pérdida de los ejemplares.

## Controversias
En 1990, tuvo inconvenientes con la Reserva Federal de Estados Unidos por la compra del "Capital National Bank" de Nueva York. Finalmente, dos de sus socios terminaron en prisión y Vargas pactó su absolución con la condición de pagar una multa de 1,15 millones de dólares y "que más nunca abriría un banco en los Estados Unidos".
En 2002, persuadió a otros banqueros para que no se unieran al paro cívico nacional en contra de Hugo Chávez.
Entre 2006 y 2008 Vargas, sus empresas y socios habían depositado 132 millones de dólares en 29 cuentas de las que eran titulares o beneficiarios; mientras se investigaba las cuentas en la filial suiza del banco HSBC de la Lista Falciani que salió a la luz en febrero de 2015, la cadena UNIVISION reveló tales documentos.
En 2008, dio unas declaraciones a The Wall Street Journal desde su casa en Caracas Country Club en las que afirmaba "La gente escribe historias sobre mí diciendo que tengo un Ferrari, un avión, un yate, pero no es cierto. Tengo tres aviones, dos yates, seis casas. ¡He sido rico toda mi vida!". Al final de la entrevista, afirma "Soy socialista en el verdadero sentido de la palabra". Este artículo, en el que también se describe el crecimiento de su fortuna gracias al ser favorecido por el control cambiario venezolano, es usado recurrentemente para ilustrar su cercanía al chavismo.
En agosto de 2012, Vargas se ve envuelto junto a Diego Salazar en la polémica de la Explosión en la refinería de Amuay debido a que PDVSA había pagado las pólizas de seguro a su empresa "Seguros La Occidental" pero estas no habían sido emitidas.
En 2016, es detenido por el Sebin a su llegada al Aeropuerto de Maiquetía para interrogarlo por su conexión con los ataques cibernéticos al sistema de pagos de Credicard del 2 de diciembre. Tras dos horas de entrevista, fue liberado. "Tenemos comprobado que fue un hecho deliberado lo que hizo Credicard", dijo el presidente Nicolás Maduro al respecto.
En 2019 se vio involucrado en una cuadrúple intervención de sus operaciones bancarias en el Caribe: en Antigua y Barbuda, La Comisión de Regulación de los Servicios Financieros de Antigua y Barbuda dictó una medida de excepción contra BOI Bank perteneciente al grupo del BOD imponiendole restricciones para realizar algunas operaciones. En Curazao, se le retiró la licencia bancaria a Banco del Orínoco N.V. y se interviene la entidad “dada la conducta ilícita del BDO”. En Panamá, AllBank entró en un proceso de liquidación forzada a los 182 millones de dólares de activos del banco. A raíz de estos casos, en septiembre en Venezuela, la SUDEBAN decreta una intevención administrativa durante 120 días contra el BOD "para proteger a sus depositantes, tras decisiones similares contra las filiales del grupo en Panamá y Curazao". Sin embargo según denuncian presuntas víctimas, el BOD decidió captar clientes, venderles dólares en cuentas bancarias anexas en el exterior y posteriormente impedirles o complicarles el retiro de su dinero, confiando en una entidad bancaria que lucía seria. En noviembre de 2019 para evitar enfrentar las normas legales vigentes en la nación caribeña, los accionistas del Banco del Orinoco N.V., filial del Banco Occidental de Descuento (BOD), habían decidido disolver la entidad bancaria sin la previa autorización del Banco Central de Curazao y San Martín. Los clientes del Banco del Orinoco NV de Curazao (BDO) estafados se reunieron en julio de 2022 en una asociación civil que representa a más de 700 personas ANAUCO quienes decidieron que el Banco Nacional de Crédito (BNC) tendría que responder a los ahorristas y clientes del Banco del Orinoco NV de Curazao. En diciembre de 2023 la entidad bancaria se declaró en quiebra en octubre de 2019 y que pertenecía al banquero Víctor Vargas Irausquín, debe unos 807,7 millones de dólares a 2.400 antiguos cuentahabientes, ante los tribunales de Willemstad, el 11 de diciembre, acordaron esperar hasta mayo de 2024 para un acuerdo de pago. En mayo de 2024 accionistas del banco del Orinoco acordaron una propuesta de pago, la cual está siendo evaluada por los acreedores y será sometida a votación el 27 de septiembre de 2024.
Asamblea Nacional de Venezuela
En abril de 2020 la Asamblea Nacional reunida en sesion; el diputado de Primero Justicia Julio Montoya de la Comisión de Contraloría, pidió una propuesta para investigar al banquero Víctor Vargas acusado de estafa y lavado de dinero pero el resto de los partidos importantes de la oposición se lo negaron; Montoya expresó «Yo estoy solicitando esta investigación contra Víctor Vargas por dos razones: hay fuertes acusaciones de depositantes de sus bancos por estafas millonarias; y además tenemos información de que Odebrecht está vinculado; la otra razón es que queremos tener acceso a toda la data, porque queremos saber qué empresas públicas pasaron por sus bancos. Montoya expresó "yo creo que estamos en medio de una gran operación de corrupción, de lavado de dinero proveniente de funcionarios públicos, sectores militares, de empresas como Odebrecht".
Fiscalía de Panamá
El 19 de agosto de 2021, la Fiscalía Segunda Especializada contra la Delincuencia Organizada de Panamá, emitió una orden de captura contra Vargas y su socio Santos Alonso Ramos, por la quiebra de AllBank y el desvío de los activos de la institución a, presuntamente, testaferros.
El 28 de enero del 2022 la Junta Monetaria de la República Dominicana suspende las operaciones de Bancamérica. La Superintendencia de Bancos de la República Dominicana inició el 2 de febrero del 2022 la disolución de la empresa.

## Vida personal
Está casado desde 2014 con María Beatriz Hernández (30 años menor con que él), con quien tiene dos hijos: Víctor Simón (nacido en 2013) y María Guadalupe (nacida en 2015).
Durante su primer matrimonio, con Carmen Leonor Santaella, tuvo otros tres hijos. Su divorcio con esta, en 2014, sentó juridisprudencia en Venezuela al poder efectuarse aún con la resistencia de Santaella. A partir de esa sentencia, que generó un agrio debate en el Tribunal Supremo de Justicia, es posible divorciarse de alguien -aún sin el consentimiento de esa persona- después de haber pasado 5 años de la separación de cuerpos, supuesto distinto al del Código Civil venezolano.
Es propietario de uno de los apartamentos más caros de Nueva York, con un valor de 33 millones de dólares.
En 2015 adquirió, por 44 millones de dólares, la villa "La Serenísima", propiedad de Gustavo Cisneros Rendiles y ubicada en Casa de Campo, República Dominicana. La parcela tiene un total de 38.000 metros cuadrados y llegó a alojar a algunos jefes de Estado en sus visitas vacacionales.
En 2017, vendió por 77 millones de dólares su mansión "Lechuza Caracas" ubicada cerca de Mar-a-Lago (Palm Beach, Florida). Cuando 9 años antes la compró por 68.5 millones de dólares, había batido el récord de precios para una propiedad en la zona.